# Seria GP3 – Yas Marina 2014
Runda GP3 na torze Yas Marina Circuit – dziewiąta runda mistrzostw serii GP3 w sezonie 2014.

## Lista startowa
| Zespół              | Nr | Kierowca            |
| ------------------- | -- | ------------------- |
| ART Grand Prix      | 1  | Alex Fontana        |
| ART Grand Prix      | 2  | Marvin Kirchhöfer   |
| ART Grand Prix      | 3  | Dino Zamparelli     |
| Arden International | 4  | Robert Vișoiu       |
| Arden International | 5  | Patric Niederhauser |
| Arden International | 6  | Jann Mardenborough  |
| Koiranen GP         | 7  | Dean Stoneman       |
| Koiranen GP         | 8  | Jimmy Eriksson      |
| Koiranen GP         | 9  | Santiago Urrutia    |
| Carlin              | 10 | Alex Lynn           |
| Carlin              | 11 | Emil Bernstorff     |
| Carlin              | 12 | Luís Sá Silva       |
| Hilmer Motorsport   | 18 | Nelson Mason        |
| Hilmer Motorsport   | 19 | Riccardo Agostini   |
| Jenzer Motorsport   | 20 | Pål Varhaug         |
| Jenzer Motorsport   | 21 | Mathéo Tuscher      |
| Jenzer Motorsport   | 22 | Kevin Ceccon        |
| Trident             | 23 | Ling Kang           |
| Trident             | 24 | Ryan Cullen         |
| Trident             | 25 | Patrick Kujala      |
| Status Grand Prix   | 26 | Nick Yelloly        |
| Status Grand Prix   | 27 | Richie Stanaway     |
| Status Grand Prix   | 28 | Alfonso Celis       |

## Wyniki

### Sesja treningowa
| Nr | Kierowca  | Konstruktor | Czas     | Okr. |
| -- | --------- | ----------- | -------- | ---- |
| 10 | Alex Lynn | Carlin      | 1:56,241 | 18   |

### Kwalifikacje
Źródło: Autosport
| Poz. | Nr | Kierowca            | Konstruktor         | Czas     | Poz. s. |
| ---- | -- | ------------------- | ------------------- | -------- | ------- |
| 1    | 2  | Marvin Kirchhöfer   | ART Grand Prix      | 1:55,163 | 1       |
| 2    | 7  | Dean Stoneman       | Koiranen GP         | 1:55,634 | 2       |
| 3    | 11 | Emil Bernstorff     | Carlin              | 1:55,664 | 3       |
| 4    | 10 | Alex Lynn           | Carlin              | 1:55,729 | 4       |
| 5    | 3  | Dino Zamparelli     | ART Grand Prix      | 1:55,819 | 5       |
| 6    | 8  | Jimmy Eriksson      | Koiranen GP         | 1:55,863 | 6       |
| 7    | 1  | Alex Fontana        | ART Grand Prix      | 1:55,900 | 7       |
| 8    | 5  | Patric Niederhauser | Arden International | 1:55,995 | 8       |
| 9    | 26 | Nick Yelloly        | Status Grand Prix   | 1:56,038 | 9       |
| 10   | 27 | Richie Stanaway     | Status Grand Prix   | 1:56,113 | 10      |
| 11   | 22 | Kevin Ceccon        | Jenzer Motorsport   | 1:56,145 | 11      |
| 12   | 25 | Patrick Kujala      | Trident             | 1:56,199 | 12      |
| 13   | 6  | Jann Mardenborough  | Arden International | 1:56,291 | 13      |
| 14   | 9  | Santiago Urrutia    | Koiranen GP         | 1:56,443 | 14      |
| 15   | 21 | Mathéo Tuscher      | Jenzer Motorsport   | 1:56,498 | 15      |
| 16   | 4  | Robert Vișoiu       | Arden International | 1:56,501 | 16      |
| 17   | 20 | Pål Varhaug         | Jenzer Motorsport   | 1:56,530 | 17      |
| 18   | 12 | Luís Sá Silva       | Carlin              | 1:56,873 | 18      |
| 19   | 19 | Riccardo Agostini   | Hilmer Motorsport   | 1:56,941 | 19      |
| 20   | 18 | Nelson Mason        | Hilmer Motorsport   | 1:56,959 | 20      |
| 21   | 28 | Alfonso Celis       | Status Grand Prix   | 1:57,577 | 21      |
| 22   | 24 | Ryan Cullen         | Trident             | 1:57,697 | 22      |
| 23   | 23 | Ling Kang           | Trident             | 1:58,816 | 23      |
| Poz. | Nr | Kierowca            | Konstruktor         | Czas     | Poz. s. |

### Wyścig 1

#### Wyścig
Źródło: Wyprzedź Mnie!
| P                 | + / –     | Nr | Kierowca            | Konstruktor         | Okr. | Czas / Strata                             | Komentarz |
| ----------------- | --------- | -- | ------------------- | ------------------- | ---- | ----------------------------------------- | --------- |
| 1                 | 1         | 7  | Dean Stoneman       | Koiranen GP         | 14   | 29:10,173                                 |           |
| 2                 | 1         | 2  | Marvin Kirchhöfer   | ART Grand Prix      | 14   | +0:00,800                                 |           |
| 3                 | 2         | 3  | Dino Zamparelli     | ART Grand Prix      | 14   | +0:05,423                                 |           |
| 4                 | 1         | 11 | Emil Bernstorff     | Carlin              | 14   | +0:06,808                                 |           |
| 5                 | 1         | 10 | Alex Lynn           | Carlin              | 14   | +0:09,441                                 |           |
| 6                 | 1         | 1  | Alex Fontana        | ART Grand Prix      | 14   | +0:10,464                                 |           |
| 7                 | 1         | 5  | Patric Niederhauser | Arden International | 14   | +0:12,174                                 |           |
| 8                 | 1         | 26 | Nick Yelloly        | Status Grand Prix   | 14   | +0:13,296                                 |           |
| 9                 | 2         | 22 | Kevin Ceccon        | Jenzer Motorsport   | 14   | +0:15,414                                 |           |
| 10                | 4         | 8  | Jimmy Eriksson      | Koiranen GP         | 14   | +0:16,173                                 |           |
| 11                | 3         | 9  | Santiago Urrutia    | Koiranen GP         | 14   | +0:22,559                                 |           |
| 12                | 2         | 27 | Richie Stanaway     | Status Grand Prix   | 14   | +0:23,097                                 |           |
| 13                | Bez zmian | 6  | Jann Mardenborough  | Arden International | 14   | +0:23,677                                 |           |
| 14                | 3         | 20 | Pål Varhaug         | Jenzer Motorsport   | 14   | +0:24,419                                 |           |
| 15                | 1         | 4  | Robert Vișoiu       | Arden International | 14   | +0:25,203                                 |           |
| 16                | 5         | 28 | Alfonso Celis       | Status Grand Prix   | 14   | +0:27,534                                 |           |
| 17                | 3         | 18 | Nelson Mason        | Hilmer Motorsport   | 14   | +0:31,020                                 |           |
| 18                | 1         | 19 | Riccardo Agostini   | Hilmer Motorsport   | 14   | +0:33,738                                 |           |
| 19                | 3         | 24 | Ryan Cullen         | Trident             | 14   | +0:34,463                                 |           |
| 20                | 3         | 23 | Ling Kang           | Trident             | 14   | +0:39,273                                 |           |
| Niesklasyfikowani |           |    |                     |                     |      |                                           |           |
|                   |           | 21 | Mathéo Tuscher      | Jenzer Motorsport   | 2    | uszkodzenia z kolizji z Kujalą i Sá Silvą |           |
|                   |           | 25 | Patrick Kujala      | Trident             | 0    | kolizja z Tuscherem                       |           |
|                   |           | 12 | Luís Sá Silva       | Carlin              | 0    | kolizja z Tuscherem                       |           |
| P                 | + / –     | Nr | Kierowca            | Konstruktor         | Okr. | Czas / Strata                             | Komentarz |

#### Najszybsze okrążenie
| Nr | Kierowca          | Konstruktor    | Czas     | Okr. |
| -- | ----------------- | -------------- | -------- | ---- |
| 2  | Marvin Kirchhöfer | ART Grand Prix | 1:56,888 | 5    |

#### Prowadzenie w wyścigu
| Nr                              | Kierowca          | Okrążenia | Suma |
| ------------------------------- | ----------------- | --------- | ---- |
| 7                               | Dean Stoneman     | 1-14      | 14   |
| 2                               | Marvin Kirchhöfer | 1         | 1    |
| \| Wykres \| \| ------ \| \| \| |                   |           |      |
| Wykres                          |                   |           |      |
|                                 |                   |           |      |

### Wyścig 2

#### Wyścig
Źródło: Wyprzedź Mnie!
| P                 | + / –     | Nr | Kierowca            | Konstruktor         | Okr. | Czas / Strata                   | Komentarz            |
| ----------------- | --------- | -- | ------------------- | ------------------- | ---- | ------------------------------- | -------------------- |
| 1                 | Bez zmian | 26 | Nick Yelloly        | Status Grand Prix   | 14   | +0:04,920                       |                      |
| 2                 | 2         | 10 | Alex Lynn           | Carlin              | 14   | +0:07,698                       |                      |
| 3                 | 2         | 11 | Emil Bernstorff     | Carlin              | 14   | +0:08,411                       |                      |
| 4                 | 2         | 3  | Dino Zamparelli     | ART Grand Prix      | 14   | +0:10,454                       |                      |
| 5                 | 5         | 8  | Jimmy Eriksson      | Koiranen GP         | 14   | +0:15,134                       |                      |
| 6                 | 3         | 22 | Kevin Ceccon        | Jenzer Motorsport   | 14   | +0:13,180                       | [ 5 ]                |
| 7                 | 5         | 27 | Richie Stanaway     | Status Grand Prix   | 14   | +0:17,898                       |                      |
| 8                 | 7         | 4  | Robert Vișoiu       | Arden International | 14   | +0:18,472                       |                      |
| 9                 | 5         | 20 | Pål Varhaug         | Jenzer Motorsport   | 14   | +0:22,214                       |                      |
| 10                | 11        | 21 | Mathéo Tuscher      | Jenzer Motorsport   | 14   | +0:23,927                       |                      |
| 11                | 4         | 2  | Marvin Kirchhöfer   | ART Grand Prix      | 14   | +0:24,505                       |                      |
| 12                | 1         | 9  | Santiago Urrutia    | Koiranen GP         | 14   | +0:30,809                       |                      |
| 13                | 5         | 19 | Riccardo Agostini   | Hilmer Motorsport   | 14   | +0:31,159                       |                      |
| 14                | 11        | 25 | Patrick Kujala      | Trident             | 14   | +0:31,883                       |                      |
| 15                | 12        | 1  | Alex Fontana        | ART Grand Prix      | 14   | +0:32,473                       |                      |
| 16                | 4         | 23 | Ling Kang           | Trident             | 14   | +0:43,279                       |                      |
| 17                | 5         | 12 | Luís Sá Silva       | Carlin              | 14   | +1:03,133                       | [ a ]                |
| 18                | 1         | 18 | Nelson Mason        | Hilmer Motorsport   | 13   | +1 okr                          | nie ukończył wyścigu |
| Niesklasyfikowani |           |    |                     |                     |      |                                 |                      |
|                   |           | 6  | Jann Mardenborough  | Arden International | 10   | Pęknięta opona                  |                      |
|                   |           | 28 | Alfonso Celis       | Status Grand Prix   | 8    |                                 |                      |
|                   |           | 24 | Ryan Cullen         | Trident             | 1    | Kolizja z Sá Silvą              |                      |
|                   |           | 7  | Dean Stoneman       | Koiranen GP         | 1    | Uszkodzenia z kolizji z Fontaną |                      |
| Zdyskwalifikowani |           |    |                     |                     |      |                                 |                      |
|                   |           | 5  | Patric Niederhauser | Arden International | 14   | 28:24,119                       | [ 5 ]                |
| P                 | + / –     | Nr | Kierowca            | Konstruktor         | Okr. | Czas / Strata                   | Komentarz            |

#### Najszybsze okrążenie
| Nr | Kierowca     | Konstruktor    | Czas     | Okr. |
| -- | ------------ | -------------- | -------- | ---- |
| 16 | Alex Fontana | ART Grand Prix | 1:57,716 | 8    |

#### Premia za najszybsze okrążenie w TOP10
| Nr | Kierowca        | Konstruktor    | Czas     | Okr. |
| -- | --------------- | -------------- | -------- | ---- |
| 3  | Dino Zamparelli | ART Grand Prix | 1:58,017 | 9    |

#### Prowadzenie w wyścigu
| Nr                              | Kierowca            | Okrążenia | Suma |
| ------------------------------- | ------------------- | --------- | ---- |
| 5                               | Patric Niederhauser | 1-14      | 14   |
| 26                              | Nick Yelloly        | 1         | 1    |
| \| Wykres \| \| ------ \| \| \| |                     |           |      |
| Wykres                          |                     |           |      |
|                                 |                     |           |      |

## Klasyfikacja po zakończeniu rundy

### Kierowcy
| P                 | +/− | Kierowca                  | Starty | Punkty | P1 | P2 | P3 | PP | NO | NS |
| ----------------- | --- | ------------------------- | ------ | ------ | -- | -- | -- | -- | -- | -- |
| 1                 | 0   | Alex Lynn                 | 18     | 207    | 3  | 4  | 1  | 2  | 3  | –  |
| 2                 | 0   | Dean Stoneman             | 18     | 163    | 5  | 1  | –  | 1  | 2  | 2  |
| 3                 | 0   | Marvin Kirchhöfer         | 17     | 161    | 1  | 2  | 4  | 2  | 4  | 1  |
| 4                 | 0   | Jimmy Eriksson            | 18     | 134    | 2  | 2  | 1  | 2  | –  | 2  |
| 5                 | +1  | Emil Bernstorff           | 18     | 134    | 1  | 1  | 3  | –  | 1  | 3  |
| 6                 | +1  | Nick Yelloly              | 18     | 127    | 1  | 2  | 1  | –  | –  | –  |
| 7                 | +1  | Dino Zamparelli           | 18     | 126    | –  | 4  | 2  | –  | 2  | –  |
| 8                 | −3  | Richie Stanaway           | 18     | 125    | 2  | 1  | 2  | 1  | 1  | 2  |
| 9                 | 0   | Jann Mardenborough        | 18     | 77     | 1  | –  | 1  | –  | 2  | 3  |
| 10                | 0   | Patric Niederhauser       | 18     | 62     | 2  | –  | –  | –  | 2  | 4  |
| 11                | 0   | Alex Fontana              | 18     | 43     | –  | –  | 2  | –  | 1  | 4  |
| 12                | 0   | Mathéo Tuscher            | 18     | 29     | –  | 1  | –  | –  | –  | 5  |
| 13                | 0   | Robert Vișoiu             | 18     | 23     | –  | –  | 1  | –  | –  | 3  |
| 14                | 0   | Patrick Kujala            | 18     | 22     | –  | –  | –  | –  | –  | 5  |
| 15                | +1  | Kevin Ceccon              | 8      | 20     | –  | –  | –  | –  | –  | 1  |
| 16                | −1  | Riccardo Agostini         | 16     | 18     | –  | –  | –  | –  | –  | 2  |
| 17                | 0   | Pål Varhaug               | 18     | 12     | –  | –  | –  | –  | –  | 5  |
| 18                | 0   | Roman de Beer             | 10     | 8      | –  | –  | –  | –  | –  | 2  |
| 19                | 0   | Luís Sá Silva             | 18     | 6      | –  | –  | –  | –  | –  | 1  |
| 20                | 0   | Luca Ghiotto              | 4      | 4      | –  | –  | –  | 1  | –  | –  |
| 21                | 0   | Alfonso Celis             | 18     | 2      | –  | –  | –  | –  | –  | 5  |
| 22                | 0   | Nelson Mason              | 16     | 0      | –  | –  | –  | –  | –  | 1  |
| 23                | +1  | Santiago Urrutia          | 18     | 0      | –  | –  | –  | –  | –  | 3  |
| 24                | −1  | Adderly Fong              | 8      | 0      | –  | –  | –  | –  | –  | 2  |
| 25                | 0   | Ryan Cullen               | 16     | 0      | –  | –  | –  | –  | –  | 3  |
| 26                | 0   | Mitchell Gilbert          | 8      | 0      | –  | –  | –  | –  | –  | 1  |
| 27                | 0   | Beitske Visser            | 2      | 0      | –  | –  | –  | –  | –  | –  |
| 28                | N   | Ling Kang                 | 2      | 0      | –  | –  | –  | –  | –  | –  |
| 29                | −1  | Carmen Jordá              | 14     | 0      | –  | –  | –  | –  | –  | 4  |
| 30                | −1  | John Bryant-Meisner       | 4      | 0      | –  | –  | –  | –  | –  | –  |
| 31                | −1  | Victor Carbone            | 8      | 0      | –  | –  | –  | –  | –  | 2  |
| 32                | −1  | Sebastian Balthasar       | 8      | 0      | –  | –  | –  | –  | –  | 3  |
| 33                | −1  | Nikołaj Marcenko          | 4      | 0      | –  | –  | –  | –  | –  | 1  |
| 34                | −1  | Dienis Nagulin            | 2      | 0      | –  | –  | –  | –  | –  | 1  |
| 35                | −1  | Iwan Taranow              | 2      | 0      | –  | –  | –  | –  | –  | 1  |
| 36                | −1  | Christopher Höher         | 2      | 0      | –  | –  | –  | –  | –  | –  |
| Niesklasyfikowani |     |                           |        |        |    |    |    |    |    |    |
|                   |     | Konstantin Tierieszczenko | –      | –      | –  | –  | –  | –  | –  | –  |
| P                 | +/− | Kierowca                  | Starty | Punkty | P1 | P2 | P3 | PP | NO | NS |

### Konstruktorzy
| P | +/− | Konstruktor           | Starty | Punkty | P1 | P2 | P3 | PP | NO | NS |
| - | --- | --------------------- | ------ | ------ | -- | -- | -- | -- | -- | -- |
| 1 | 0   | Carlin                | 54     | 347    | 4  | 5  | 4  | 2  | 4  | 4  |
| 2 | 0   | ART Grand Prix        | 52     | 330    | 1  | 6  | 8  | 2  | 7  | 5  |
| 3 | 0   | Status Grand Prix     | 54     | 254    | 3  | 3  | 3  | 1  | 1  | 7  |
| 4 | 0   | Koiranen GP           | 54     | 202    | 4  | 3  | 1  | 3  | 1  | 10 |
| 5 | 0   | Arden International   | 54     | 162    | 3  | –  | 2  | –  | 4  | 10 |
| 6 | 0   | Marussia Manor Racing | 42     | 117    | 3  | –  | –  | –  | 1  | 7  |
| 7 | 0   | Jenzer Motorsport     | 54     | 61     | –  | 1  | –  | –  | –  | 13 |
| 8 | 0   | Hilmer Motorsport     | 47     | 18     | –  | –  | –  | –  | –  | 8  |
| 9 | 0   | Trident               | 44     | 12     | –  | –  | –  | 1  | –  | 8  |
| P | +/− | Konstruktor           | Starty | Punkty | P1 | P2 | P3 | PP | NO | NS |